# Tour MSC
La tour MSC (en italien : Torre MSC) est un gratte-ciel de Gênes en Italie.

## Histoire
Les travaux de construction du bâtiment, qui pendant les phases de développemt était connu sous le nom de Centro Direzionale di San Benigno - Comparto 2, commencent en 2008 et se terminent en 2014.

## Description
Avec 100 mètres de hauteur et 23 niveaux, la tour MSC est le cinquième bâtiment le plus haut de Gênes. Le bâtiment se compose d'un piédestal de 10 niveaux destiné au stationnement sur lequel reposent trois corps de bâtiment intersectés occupés des bureaux.

## Galerie d'images

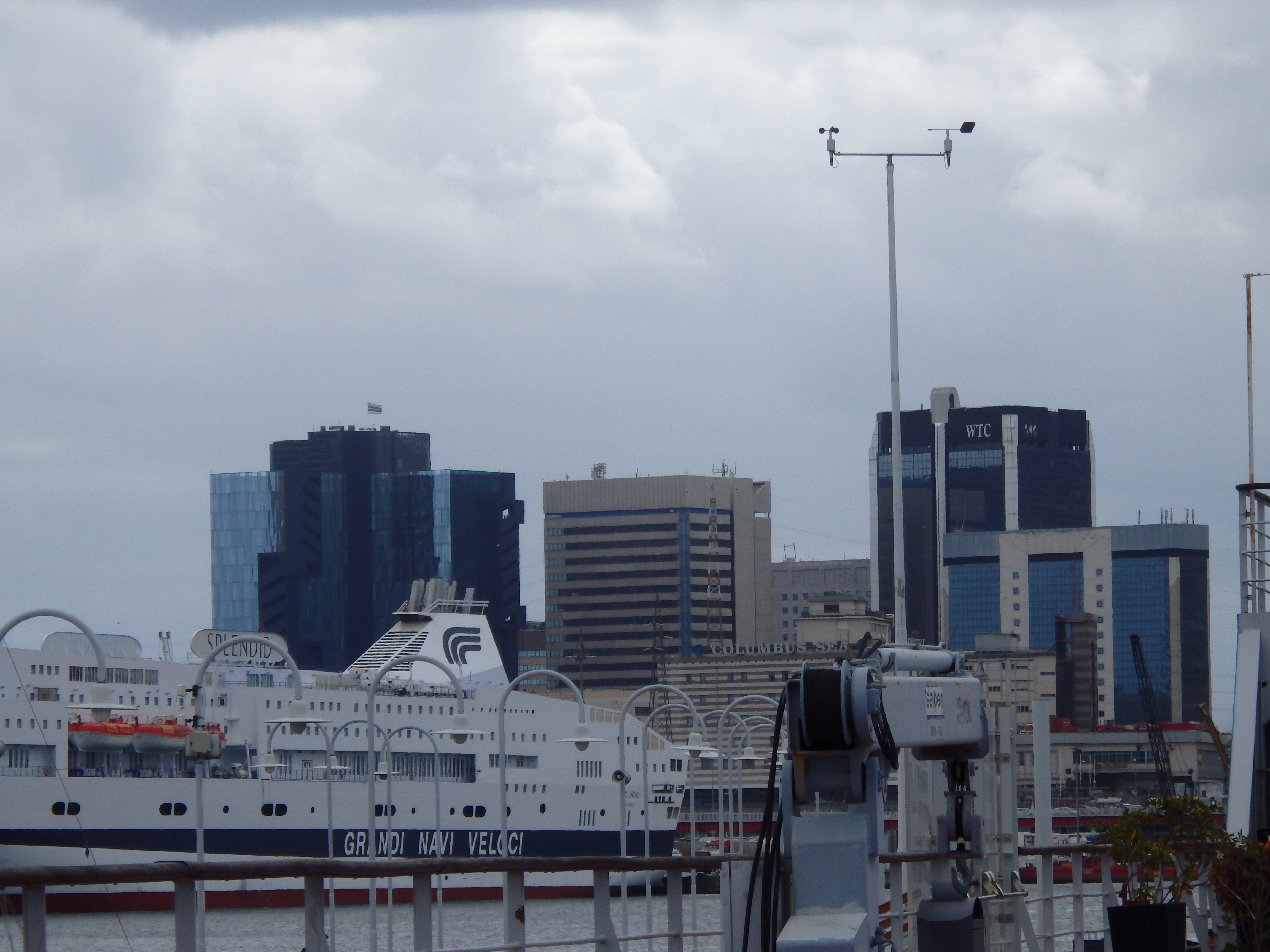
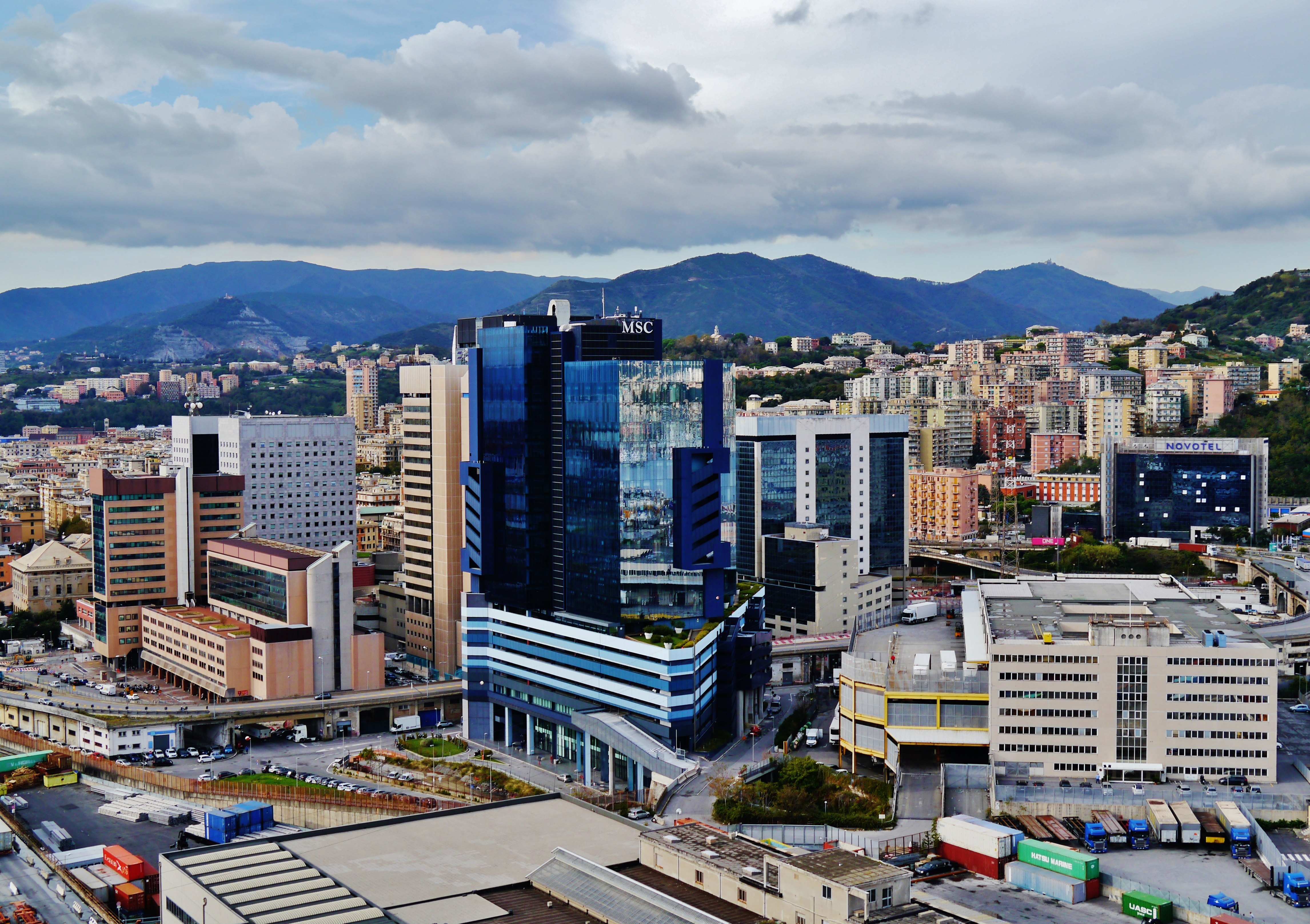